# Sparganothoides umbosana
Sparganothoides umbosana es una especie de lepidóptero del género Sparganothoides, tribu Sparganothini, familia Tortricidae. Fue descrita científicamente por Kruse & Powell en 2009.
La longitud de las alas anteriores es de 11,2 milímetros para los machos y de 12,5 milímetros para las hembras. Se distribuye por México.